# Miguel Alemán Valdés
Miguel Alemán Valdés (Sayula de Alemán, 29 settembre 1900 – Città del Messico, 14 maggio 1983) è stato un politico messicano, presidente del Messico dal 1º dicembre 1946 al 1º dicembre 1952.
La sua amministrazione fu caratterizzata dalla rapida industrializzazione del Messico, spesso chiamata "miracolo messicano". Inoltre Alemán Valdés fu il primo di una nuova generazione di presidenti e politici messicani a non aver partecipato direttamente alla rivoluzione messicana e pertanto ribattezzati da Vicente Lombardo Toledano, "Cuccioli della Rivoluzione".

## Biografia
Miguel Alemán Valdés nacque a Sayula (poi ribattezzata Sayula de Alemán in suo onore) nello stato di Veracruz il 29 settembre 1900. Era il figlio del generale Miguel Alemán González, e di sua moglie, Tomasa Valdés Ledezma. Da bambino, non gli fu permesso di frequentare la scuola nella sua città natale, a causa delle convinzioni politiche di suo padre, generale rivoluzionario dell'esercito costituzionalista, morto nel 1929. Frequentò la Scuola Nazionale Preparatoria a Città del Messico (1920-1925), poi la Scuola Nazionale di Giurisprudenza, dove si laureò in legge con la sua tesi sulle malattie professionali e degli infortuni tra i lavoratori.

## Carriera
Come avvocato di successo, la sua prima causa è stata nel rappresentare i minatori affetti da silicosi. Vinse due cause importanti nella difesa dei lavoratori contro le multinazionali. La prima fu nell'ottenere un risarcimento a carico dei lavoratori delle ferrovie che sono stati uccisi nelle battaglie rivoluzionarie; il secondo era di ottenere indennizzi per i minatori feriti sul posto di lavoro. Queste vittorie gli fecero guadagnare il favore dei sindacati.
Come rappresentante del Partito Rivoluzionario Istituzionale, ha servito come senatore dello stato di Veracruz (1934-1936). Quando Manlio Favio Altamirano, il governatore di Veracruz, è stato assassinato, Alemán ha accettato la nomina (1936-1939). Servì come segretario degli Interni sotto Manuel Ávila Camacho (1940-1945) dopo aver diretto la campagna presidenziale di Ávila.
Alemán è stato scelto come candidato ufficiale del partito nel 1945, candidato alla presidenza nel 1946. Ha seguito il modello stabilito dalla campagna di Lázaro Cárdenas nel 1934. Divenne il primo candidato non militare a vincere la presidenza del Messico, anche se lui era il figlio di un generale dell'esercito rivoluzionario. 

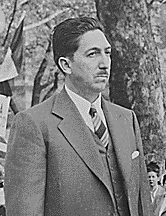
Miguel Alemán

## Presidenza
Alemán fu eletto presidente della Repubblica il 7 luglio 1946 e iniziò il suo mandato il 1º dicembre, carica che ricoprì fino al 1952. Era enormemente popolare prima della sua presidenza e nei suoi primi anni di presidenza, ma ha perso il supporto negli ultimi giorni del suo mandato.
Come presidente, Alemán realizzò il programma di industrializzazione in Messico. Questa presa di posizione sullo sviluppo economico è stata una delle ragioni principali della sua elezione. Questo periodo di rapida crescita e industrializzazione è stato soprannominato il Miracolo messicano.

### Politica interna

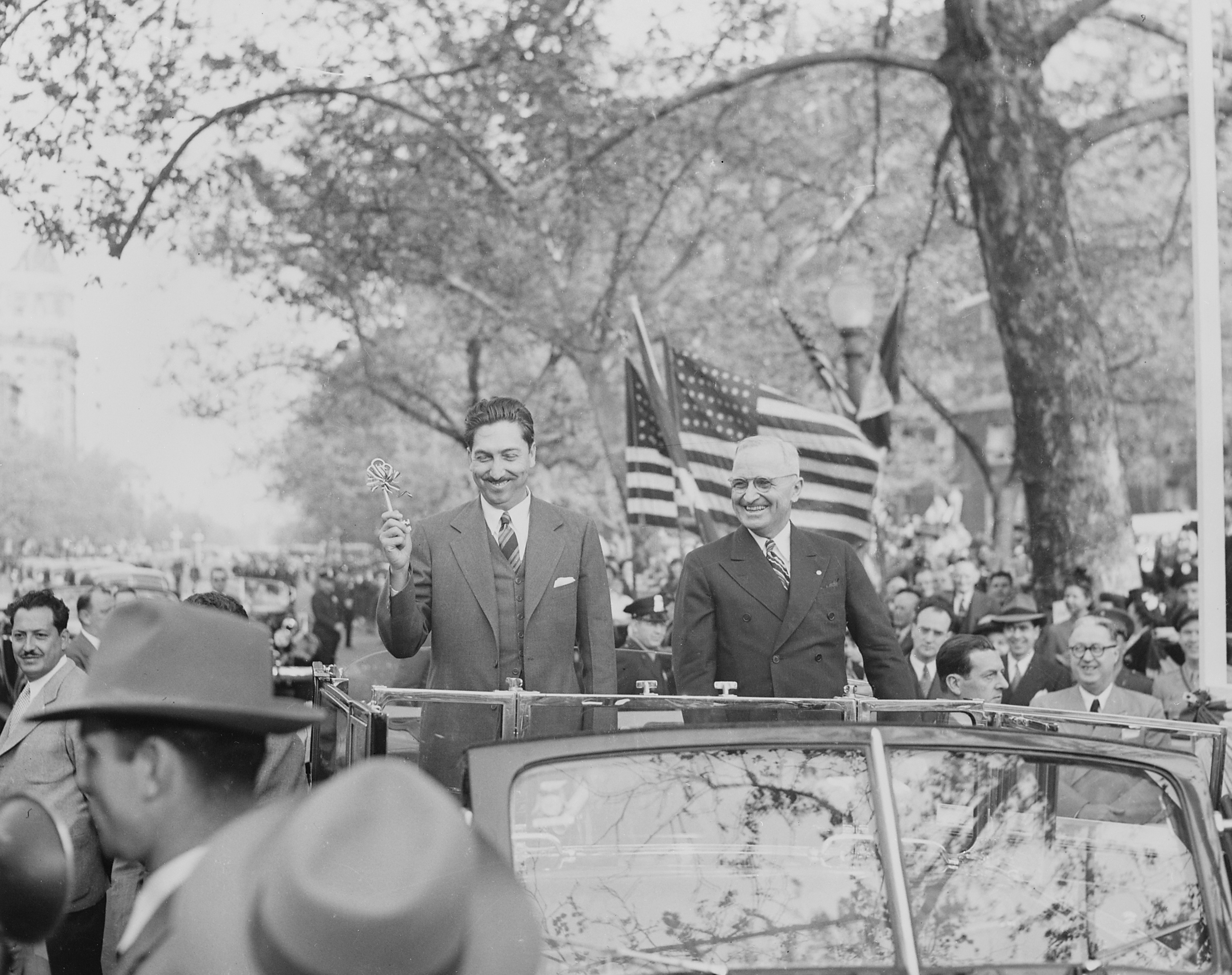
Miguel Alemán con Harry Truman (1947).

Come presidente, Alemán ha perseguito lo sviluppo industriale, aumentando l'estensione della rete ferroviaria del paese, migliorando le autostrade e la costruzione di una serie di importanti scuole. Migliorò l'industria petrolifera rendendola più efficiente e produttiva. Si dedicò i sistemi di irrigazione e dell'agricoltura, ampliando notevolmente la produzione nazionale di riso, zucchero, banane, caffè, avena e ananas. Nel 1947 ha avviato un grande progetto per controllare le inondazioni e generare energia idroelettrica nello stato di Oaxaca, che si conclude con l'apertura della diga di Miguel Alemán nel 1955. Nel 1951, ha curato il completamento della deviazione del fiume Lerma, ponendo fine ai problemi di approvvigionamento idrico a Città del Messico. Affrontò la comparsa dell'afta epizootica e uccise migliaia di capi di bestiame, al fine di contenerla.
Durante la sua amministrazione, le donne hanno ottenuto il diritto di voto alle elezioni comunali durante il suo mandato.
Ha giocato un ruolo importante nello sviluppo e il sostegno della città di Acapulco come meta turistica internazionale. La dilagante corruzione politica e del capitalismo avrebbe segnato la sua amministrazione, e ciò vorrebbe plasmare il rapporto tra politica e grandi affari in Messico fino ai giorni nostri. La sua politica economica di successo ha portato a parlare della miracolo messicano, ma solo una piccola élite beneficiò della crescita economica. La sua amministrazione ha preso una posizione anti-comunista e ha sostenuto gli Stati Uniti durante la Guerra fredda.

### Politica estera
Durante la sua amministrazione lo stretto rapporto con gli Stati Uniti continuò anche quando si rifiutò di inviare truppe messicane per la guerra di Corea. A livello internazionale, ha firmato accordi di pace con il Giappone, la Germania e l'Italia dopo la seconda guerra mondiale, di tregua tra il Pakistan e l'India, e ha lavorato con gli Stati Uniti sulla questione dei braceros.

## Post-presidenza
Nei suoi anni di post-presidenza, fu il leader dell'ala destra del PRI. Venne nominato nel 1961 presidente della commissione turistica nazionale e influenzò nel portare le Olimpiadi estive in Messico.
Massone, fu iniziato il 20 ottobre 1930 nella Loggia Antiquities n. 9 della Gran Loggia Valle de Mexico, nel Rito scozzese antico ed accettato  ha raggiunto il 32º grado.
Nel 1970, sostenne la candidatura del presidente Luis Echeverría durante il suo tour di Acayucan, a Veracruz, e nel 1976 sostenne anche José López Portillo.
Morì a Città del Messico il 14 maggio 1983.